# Женская сборная Венесуэлы по водному поло
Женская сборная Венесуэлы по водному поло — национальная ватерпольная команда, представляющая Венесуэлу на международной арене. Управляющей организацией является Федерация водных видов спорта Венесуэлы (исп. Federación Venezolana de Deportes Acuáticos, FEVEDA; англ. Venezuela Aquatic Federation, Venezuela Swimming Federation).

## Результаты выступлений

### Чемпионаты мира
| Год        | Место          | И              | В              | Н              | П              | ГЗ             | ГП             | +/-            |
| ---------- | -------------- | -------------- | -------------- | -------------- | -------------- | -------------- | -------------- | -------------- |
| 1986—2001  | не участвовали | не участвовали | не участвовали | не участвовали | не участвовали | не участвовали | не участвовали | не участвовали |
| 2003       | 14             | 5              | 1              | 0              | 4              | 23             | 73             | -50            |
| 2005       | 14             | 5              | 1              | 1              | 3              | 23             | 50             | -27            |
| 2007—н. в. | не участвовали | не участвовали | не участвовали | не участвовали | не участвовали | не участвовали | не участвовали | не участвовали |

### Панамериканские игры
| Год       | Место          | И              | В              | Н              | П              | ГЗ             | ГП             | +/-            |
| --------- | -------------- | -------------- | -------------- | -------------- | -------------- | -------------- | -------------- | -------------- |
| 1999—2003 | не участвовали | не участвовали | не участвовали | не участвовали | не участвовали | не участвовали | не участвовали | не участвовали |
| 2007      | 6              | 6              | 1              | 0              | 5              | 36             | 98             | -62            |
| 2011      | 8              | 5              | 0              | 0              | 5              | 24             | 69             | -45            |
| 2015      | 7              | 5              | 0              | 2              | 3              | 29             | 59             | -30            |
| 2019      | 7              | 6              | 1              | 0              | 5              | 35             | 89             | -54            |
| 2023      | не участвовали | не участвовали | не участвовали | не участвовали | не участвовали | не участвовали | не участвовали | не участвовали |

### Панамериканские чемпионаты
| Год        | Место          | И              | В              | Н              | П              | ГЗ             | ГП             | +/-            |
| ---------- | -------------- | -------------- | -------------- | -------------- | -------------- | -------------- | -------------- | -------------- |
| 2001       | не участвовали | не участвовали | не участвовали | не участвовали | не участвовали | не участвовали | не участвовали | не участвовали |
| 2005       | 4              | 6              | 1              | 0              | 5              | 26             | 47             | -21            |
| 2006       | 4              | 5              | 0              | 0              | 5              | 24             | 66             | -42            |
| 2011       | не участвовали | не участвовали | не участвовали | не участвовали | не участвовали | не участвовали | не участвовали | не участвовали |
| 2013       | 3              | 5              | 1              | 0              | 4              | 34             | 67             | -33            |
| 2015—н. в. | не участвовали | не участвовали | не участвовали | не участвовали | не участвовали | не участвовали | не участвовали | не участвовали |